# نادي بيركيركارا
نادي بيركيركارا هو نادي كرة قدم في مالطا تأسس في 1950. يلعب في الدوري المالطي الممتاز.

## وصلات خارجية
- الموقع الرسمي